# Jueces 3
Jueces 3 es el tercer capítulo del Libro de los Jueces en el Antiguo Testamento o la Biblia hebrea. Según la tradición judía, el libro fue atribuido al profeta Samuel, pero los eruditos modernos lo consideran parte de la Historia Deuteronomista, que abarca desde los libros de Deuteronomio hasta 2 Reyes, atribuida a escritores nacionalistas y devotamente yahwistas durante la época del rey reformador de Judea Josías en el siglo VII a. C.
Este capítulo recoge las actividades de los tres primeros jueces, Otoniel, Ehud y Shamgar, perteneciente a una sección que comprende Jueces 3:1 a 5:31.

## Texto
Este capítulo fue escrito originalmente en Lengua hebrea. Se divide en 31 Versículos.

### Testigos textuales
Algunos manuscritos antiguos que contienen el texto de este capítulo en hebreo pertenecen a la tradición del Texto Masorético, que incluye el Códice de El Cairo (895), el Códice Alepo (siglo X) y el Códice Leningradensis (1008). Fragmentos que contienen partes de este capítulo en hebreo fueron encontrados entre los Rollos del Mar Muerto incluyendo XJudges (XJudg, X6; 50 AEC) con los versículos 23-24 existentes.
Los manuscritos antiguos existentes de una traducción al griego koiné conocida como Septuaginta (originalmente se hizo en los últimos siglos a. C.) incluyen el Codex Vaticanus (B; {\displaystyle {\mathfrak {G}}}B; siglo IV) y Codex Alexandrinus (A; {\displaystyle {\mathfrak {G}}}A; siglo V). 

## Análisis
Un estudio lingüístico de Chisholm revela que la parte central del Libro de los Jueces (Jueces 3:7-16:31) se puede dividir en dos paneles basados en los seis estribillos que afirman que los israelitas hicieron el mal a los ojos de Yahvé:
Panel Uno
A 3:7 ויעשו בני ישראל את הרע בעיני יהוה
Y los hijos de Israel hicieron lo malo ante los ojos del SEÑOR (KJV)
B 3:12 ויספו בני ישראל לעשות הרע בעיני יהוה
Y los hijos de Israel volvieron a hacer el mal otra vez ante los ojos del SEÑOR.
B 4:1 ויספו בני ישראל לעשות הרע בעיני יהוה
Y los hijos de Israel volvieron a hacer el mal otra vez ante los ojos del SEÑOR
Panel Dos
A 6:1 ויעשו בני ישראל הרע בעיני יהוה
Y los hijos de Israel hicieron lo malo ante los ojos del SEÑOR
B 10:6 ויספו בני ישראל לעשות הרע בעיני יהוה
Y los hijos de Israel volvieron a hacer el mal otra vez a los ojos del SEÑOR.
B 13:1 ויספו בני ישראל לעשות הרע בעיני יהוה
Y los hijos de Israel volvieron a hacer el mal otra vez ante los ojos del SEÑOR
Además, a partir de la evidencia lingüística, los verbos utilizados para describir la respuesta del Señor al pecado de Israel tienen patrones quísticos y pueden agruparse para ajustarse a la división anterior:
Panel Uno
3:8 וימכרם, «y los vendió», de la raíz מָכַר, makar.
3:12 ויחזק, «y fortaleció», de la raíz חָזַק, khazaq.
4:2 וימכרם, «y los vendió», de la raíz מָכַר, makar.
Panel Dos
6:1 ויתנם, «y él les dio», de la raíz נָתַן, nathan
10:7 וימכרם, «y los vendió», de la raíz מָכַר, makar.
13:1 ויתנם, «y él les dio,» de la raíz נָתַן, nathan

## Naciones que quedaron para probar a Israel (3:1-6)
La sección introductoria del capítulo enumera por nombre y lugar las naciones cananeas que los israelitas tuvieron que expulsar de la tierra (versículo 1-4) con un texto adicional que dice que la presencia continuada de las naciones en la tierra fue permitida por YHWH para que los israelitas, como recién llegados a la tierra, pudieran agudizar sus habilidades agonísticas y su capacidad para resistir a los ídolos contra algunos enemigos idólatras (versículo 4; Jueces 2:22)..

### Versículo 1
Y estas son las naciones que Jehová dejó, para probar con ellas a Israel, a todos los de Israel que no habían conocido todas las guerras de Canaán;'
«Para probar": El verbo es el mismo que en Jueces 2:22 y Jueces 3:4, pero aquí se usa en el sentido de «entrenar (a ellos)», traducido por Símaco en griego como askēsai.
Esto se dirige a muchos israelitas que 'no habían conocido todas las guerras de Canaán', implicando la «generación después de la de Josué», para prepararlos en las luchas de la conquista real.

## Otoniel (3:7-11)
El informe relativo a los primeros jueces, Otoniel, está relacionado con Jueces 1:11-15, pero aquí se utiliza un patrón convencionalizado (cf. Jueces 2:11-31) con un lenguaje formulista. Otoniel tuvo el poder del «espíritu del Señor» (versículo 10) para derrotar a los enemigos de Israel y hacer que la tierra descansara durante cuarenta años.

### Versículo 7
Los israelitas hicieron el mal a los ojos del Señor, se olvidaron del Señor, su Dios, y dieron culto a los baales y a las aserás.
Las aserás o cipos eran monumentos de madera erigidos en forma de tocón de árbol más o menos adornados en honor de la diosa de la fertilidad Aserá, Astarté en griego.

### Versículo 8
Por tanto, la ira de Jehová se encendió contra Israel, y los vendió en mano de Cusan-risataim rey de Mesopotamia; y los hijos de Israel sirvieron a Cusan-risataim ocho años.'
- «Cushan-rishathaim» literalmente, «oscuro, doblemente malvado», podría ser un peyorativo creado a partir de su nombre real; rima con «Aram-Naharaim», la palabra hebrea para «Mesopotamia», que significa «Aram de los Dos Ríos».[22]

### Versículo 9
Y cuando los hijos de Israel clamaron a Jehová, Jehová suscitó un libertador a los hijos de Israel, el cual los libró: Otoniel hijo de Cenaz, hermano menor de Caleb.
- «Caleb hermano menor de Caleb»: En Jueces 1:13, Josué 15:17 y 1 Crónicas 4:13, Othniel se coloca bajo «los hijos de Kenaz», y es probable que sea el padre de Hathath y Meonothai (Judit 6:15 menciona a su descendiente, Chabris, que vivía en tiempos de Holofernes). La gramática hebrea podría significar que Othniel era hermano de Caleb o que Kenaz, el padre de Othniel, era hermano de Caleb, por lo que Othniel era sobrino de Caleb, lo cual es más probable ya que Othniel se casó con la hija de Caleb.[24]

#### Comentarios a los versículos 7-11
El primer juez enviado por Dios para salvar a Israel es Otniel, del clan de Caleb, mencionado previamente al inicio del libro (1,13). El término hebreo utilizado para referirse a los «jueces» abarca un significado más amplio que el simple acto de juzgar. Si bien la administración de justicia era parte de su labor, su función principal consistía en gobernar tanto en el ámbito civil como militar. Eran líderes con la responsabilidad de resolver crisis, liberar a los oprimidos y restablecer la justicia. Este título también fue usado por gobernantes de la ciudad de Tiro, al norte de Canaán.
El relato de la actividad de los jueces sigue un patrón recurrente:  
a) Los israelitas pecaban haciendo el mal ante el Señor.  
b) Por su pecado, caían bajo el dominio de sus enemigos.  
c) Clamaban a Dios, quien respondía enviándoles un salvador.  
d) Este juez, impulsado por el Espíritu del Señor, liberaba al pueblo.  
e) El país recuperaba la paz.
En el caso de Otniel, el único detalle específico que se proporciona es el nombre del rey opresor derrotado: Cusán Risataim, un apodo que podría significar «el etíope doblemente perverso». Este esquema narrativo se repite en las historias de los demás jueces, estructurando las tradiciones tribales de forma teológica. Se muestra cómo el pueblo de Israel caía en pecado (3,7; 3,12; 4,1; 6,1; 10,6; 13,1), sufría opresión (3,8; 3,14; 4,3; 6,1; 10,8; 13,1), clamaba a Dios (3,9; 3,15; 4,3ss.; 6,7ss.; 10,10ss.), y era salvado por un juez lleno del Espíritu del Señor (3,10; 6,34; 11,29; 13,24; 14,19; 15,14), quien derrotaba a los enemigos y traía paz (3,11; 3,30; 5,32; 8,28; 11,33).
Este modelo ilustra el mensaje central del libro de los Jueces, formulado previamente en 2,11-23: la infidelidad de Israel lleva al castigo, pero la misericordia de Dios siempre ofrece una nueva salvación.

## Ehud (3:12-30)
. 

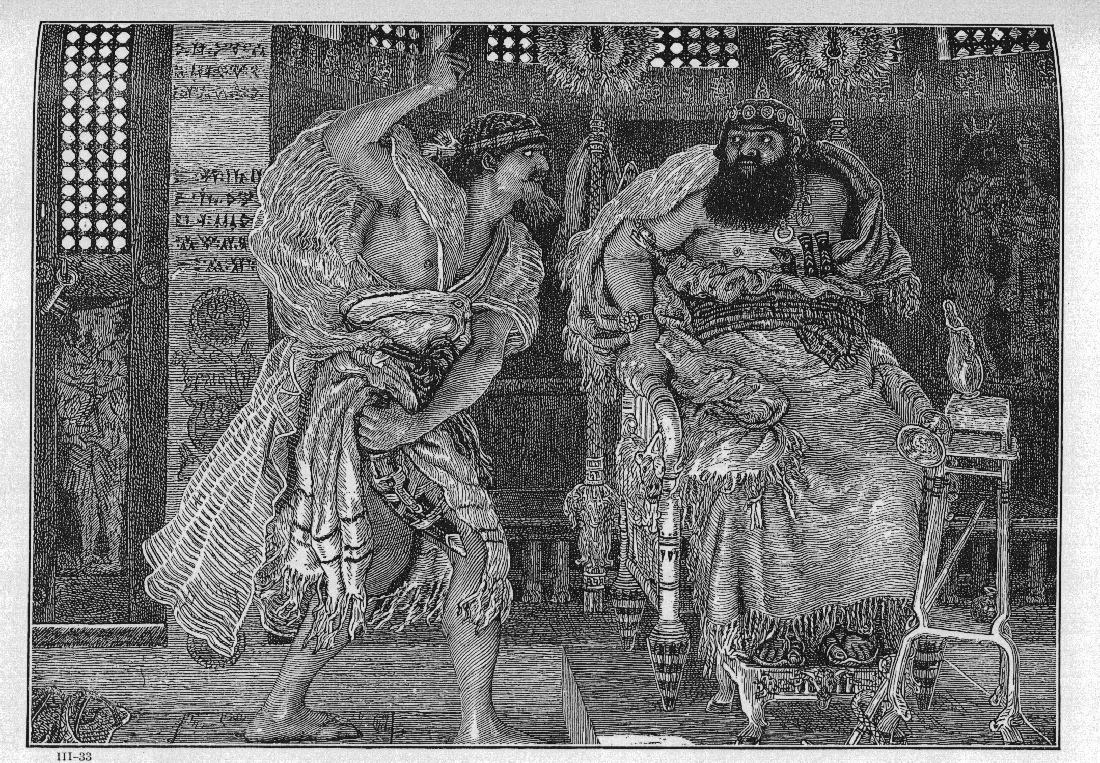
«Ehud asesina al rey Moabite Eglon». Ilustración de Ford Madox Brown

El segundo juez, un embaucador-héroe Ehud, triunfó mediante el engaño y el disfraz, 'una persona marginal que utiliza su ingenio para alterar su estatus a expensas de quienes ostentan el poder sobre él'. La artimaña fue posible gracias a que Ehud era zurdo, término hebreo que literalmente significa 'atado' o 'impedido con respecto a la mano derecha', lo que indica un estatus inusual o marginal, ya que la derecha es el lado preferido en otros contextos bíblicos (cf. Éxodo 29:20, 22; Levítico 7:32; 8:23, 25; Eclesiastés 10:2). Jueces 20 contiene una nota según la cual los benjaminitas, compañeros de tribu de Ehud, estaban tradicionalmente predispuestos a ser zurdos (20:16), un rasgo que los hace guerreros especialmente eficaces para sorprender al enemigo y más difíciles de defender. El típico diestro llevaría la espada en la izquierda para desenvainar con la derecha, por lo que Ehud podía esconder su arma en el lado opuesto sin levantar sospechas. La historia tiene juegos de palabras con imágenes de sacrificios rituales:
el 'tributo' a Eglon como rey de Moab está en el término para ofrenda sacrificial, mientras que el nombre de Eglon juega con el término para 'ternero', por lo que se convirtió en el 'ternero cebado que será sacrificado'. La frase traducida 'aliviarse' en la NRSV literalmente en hebreo se lee 'derramar' o 'cubrirse los pies' ('los pies' es un eufemismo bíblico para el miembro masculino), por lo que podría significar orinar o defecar, en cualquier caso, indicando la vulnerabilidad de Eglón y su falta de hombría (cf. Saúl en la cueva; 1 Samuel 24:1-7).

### Comentarios a los versículos 12-20
El segundo juez enviado por Dios es Ehud, de la tribu de Benjamín, quien derrota a Eglón, rey de Moab. Los moabitas, con apoyo de los amonitas y amalecitas, habían cruzado el río Jordán, conquistado Jericó (llamada «la ciudad de las palmeras») e invadido el territorio de Benjamín. La narración de su historia sigue el esquema típico del libro: opresión, clamor a Dios, envío de un salvador y liberación.  
El relato destaca la astucia de Ehud al liberar a su pueblo, pero no emite un juicio moral sobre sus actos. Más allá de su habilidad personal, el texto subraya que el triunfo fue posible porque Dios estuvo con él. Con esta confianza, Ehud lidera a los israelitas en una victoria decisiva contra sus opresores.

## Shamgar (3:31)
La referencia a Shamgar, el tercer juez y libertador de Israel, es breve, carente del marco convencional en contenido y lenguaje. Al igual que Sansón, Shamgar fue sobrehumanamente capaz de conquistar a cientos de filisteos con un simple buey-caballo, una muestra de las raíces agrarias del israelita en este período de tiempo, una identidad nacional que dominó el libro de los Jueces. El nombre «Anath», también puede referirse a un lugar o a la diosa cananea Anath, la patrona de los guerreros.

### Versículo 31
Después de él fue Samgar hijo de Anat, el cual mató a seiscientos hombres de los filisteos con una cabriola de buey; y también libró a Israel.'
- Referencia cruzada: Jueces 5:6[29]
- «Los filisteos»: la lucha contra los filisteos continuaría en Jueces 15:14-17 hasta 2 Samuel 23:8-23.[29]